# William Maynard Gomm

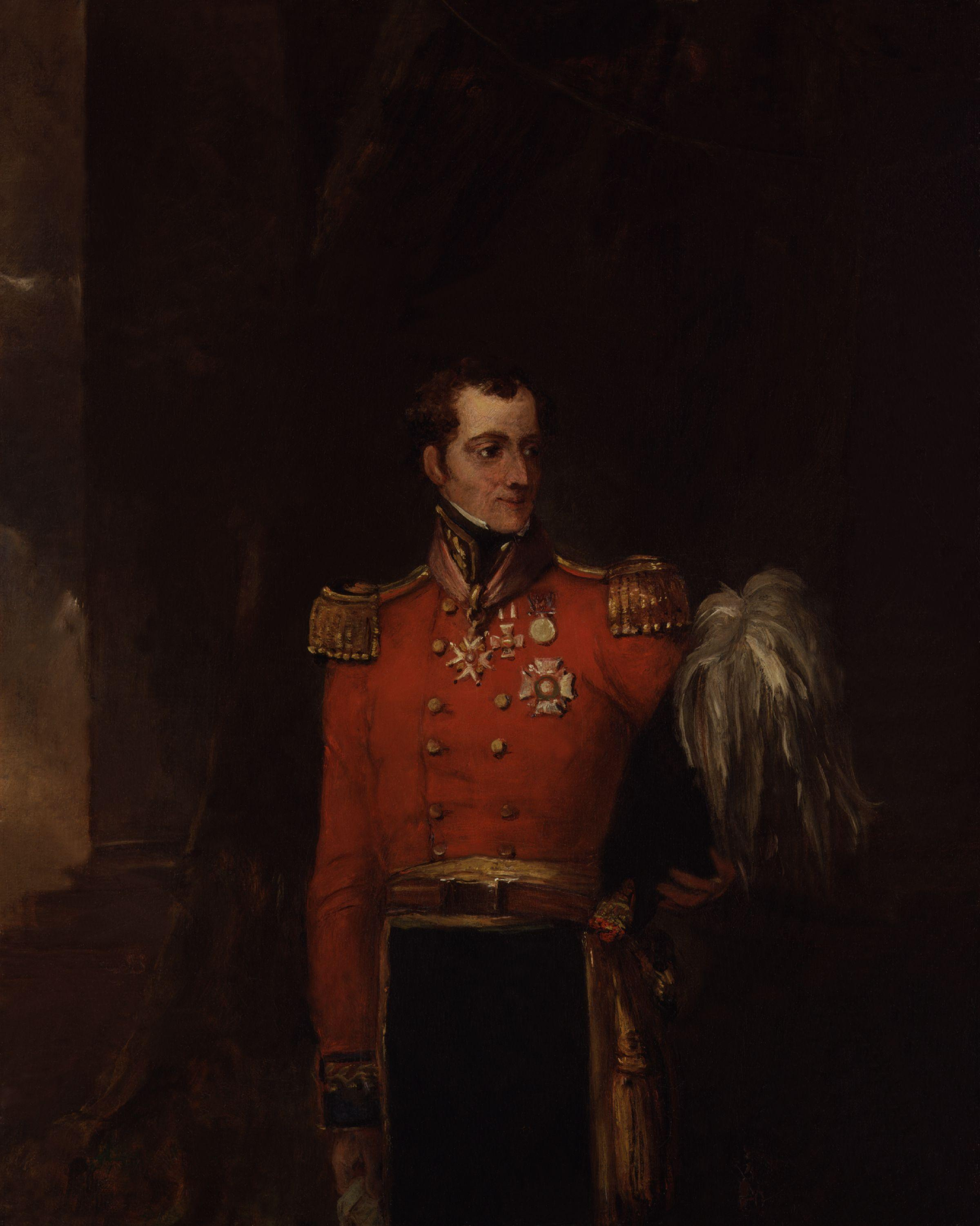
Sir William Maynard Gomm, porträtterad av William Salter.

Sir William Maynard Gomm, född den 10 november 1784 på Barbados, död den 15 mars 1875 i Brighton, var en brittisk militär. 

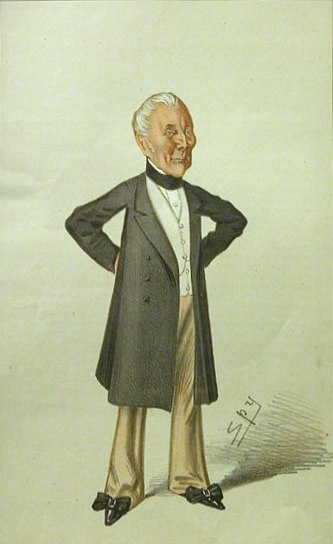
Karikatyr av en åldrad Gomm.

Gomm deltog från 1799 i revolutionskrigen och utmärkte sig särskilt i många strider på Pyreneiska halvön, blev 1812 överstelöjtnant, 1829 överste och 1837 generalmajor och utnämndes 1843 till guvernör på Mauritius.
Denna post bibehöll han till 1850, då han som sir Charles James Napiers efterträdare övertog högsta befälet i Indien (1850–1855). Gomm blev 1854 general och 1868 fältmarskalk. Värdefulla upplysningar om fälttågen på Pyreneiska halvön lämnas i hans brev och dagböcker, "Letters and journals of fieldmarshal sir W.M. Gomm", utgivna av F.C. Carr-Gomm 1881.